# 114023 Harvanek
114023 Harvanek è un asteroide della fascia principale. Scoperto nel 2002, presenta un'orbita caratterizzata da un semiasse maggiore pari a 2,6893856 UA e da un'eccentricità di 0,1131178, inclinata di 14,85495° rispetto all'eclittica.